# 微分表示法
在微分学中，没有统一的微分表示法。不同的数学家曾提出多种函数求导的表示方法，这些表示法的用处与使用背景有关。比较常见的有莱布尼兹表示法（如{\displaystyle {\frac {dy}{dx}}.}），拉格朗日表示法（如{\displaystyle f'(x)}），和牛顿表示法（如y̍）等。